# Trefusiida
Trefusiida är en ordning av rundmaskar. Trefusiida ingår i klassen Adenophorea, fylumet rundmaskar och riket djur.
Ordningen innehåller bara familjen Trefusiidae.